# Why Do Fools Fall in Love – Die Wurzeln des Rock ’n’ Roll
Why Do Fools Fall in Love – Die Wurzeln des Rock ’n’ Roll (Originaltitel: Why Do Fools Fall in Love) ist eine US-amerikanische Filmbiografie aus dem Jahr 1998. Regie führte Gregory Nava, das Drehbuch schrieb Tina Andrews.

## Handlung
Der Film beginnt mit dem Tod von Frankie Lymon, nachdem die Sängerin Zola Taylor, die verarmte Elizabeth Waters und die Lehrerin Emira Eagle behaupten, die Witwe des Musikers zu sein. Die Frauen führen einen Rechtsstreit um die Tantiemen.
In Rückblenden wird das Leben des Verstorbenen gezeigt. Lymon beginnt seine Musikerkarriere Mitte der 1950er Jahre, im Alter von 13 Jahren. Er landet im Jahr 1956 mit dem Song Why Do Fools Fall in Love einen Hit. Lymon wird drogenabhängig und stirbt Jahre später. Am Filmende werden Lymons Besitztümer zuerst von Waters übernommen, aber dann durch eine Gerichtsentscheidung an Eagle übergeben.

## Kritiken
James Berardinelli schrieb auf ReelViews, die Highlights des Films seien die Darstellungen, die die Leinwand mit „Direktheit und Energie“ zum Explodieren bringen würden. Larenz Tate ist „perfekt“ in der Rolle von Frankie Lymon. Seine Darstellung bringe eine Mischung von „spielerischer Sexualität“ und Unschuld, die die Frauen unwiderstehlich finden würden. Halle Berry, Vivica A. Fox und Lela Rochon hätten kleine Probleme damit, derer Charaktere innerhalb einer Zeitspanne von 30 Jahren darzustellen. Die Filmstruktur mit zahlreichen Zeitsprüngen und Rückblenden bewirke, dass der Zuschauer volle zwei Stunden involviert bleibe.

## Auszeichnungen
Gregory Nava gewann im Jahr 1999 den ALMA Award; die Darsteller Miguel A. Nunez junior und Alexis Cruz wurden für den gleichen Preis nominiert. Larenz Tate gewann 1999 den Black Film Award des Acapulco Black Film Festivals, für den darüber hinaus das Drehbuch und der Soundtrack nominiert wurden.

## Hintergrund
Der Film wurde in Los Angeles, in Jacksonville (Florida) und in Starke (Florida) gedreht. Seine Weltpremiere fand am 8. August 1998 auf dem US-amerikanischen Urbanworld Film Festival statt. Am 28. August 1998 begannen Vorführungen in den Kinos der USA, in den der Film ca. 12,4 Millionen US-Dollar einspielte.